# Agrestone
L'Agrestone è il quartiere più alto del territorio graccianese ed è un quartiere sorto nella zona chiamata Florentia di Gracciano .
Zona residenziale, che fa parte della frazione di Gracciano d'Elsa, sorta tra la metà e la fine degli anni novanta e che da sola conta circa 2 500 abitanti. La costruzione del Centro Parrocchiale valdelsano è iniziata nel giugno 2017.
Nel parco dell'Agrestone è presente un parco scultoreo: sono infatti state installate, ad opera del Comune, alcune realizzazioni in travertino dello scultore Mauro Berrettini tra cui spiccano il 'Drago delle Esperidi', con i suoi circa sedici metri di lunghezza che invita al gioco, e le panchine monumento raffiguranti animali che rappresentano vari aspetti: la civetta rappresentante la sapienza è raffigurata nell'atto di spiccare il volo; il lupo azzurro, la tartaruga celeste. Spicca poi “il Fiore verde”: un inghiottitoio, con un piatto di pietra, posto su una specie di piramide al centro di un avvallamento, che dovrebbe raccogliere le acque di scolo del parco del quartiere.

## Il Centro Parrocchiale valdelsano inaugurato il 7 aprile 2019
In questa vasta zona chiamata anche Florentia di Gracciano , dove tra il 1994 e il 1997 è sorto il quartiere graccianese dell'Agrestone, il 7 aprile 2019 è stato inaugurato anche il Centro Parrocchiale valdelsano con la presenza di migliaia di fedeli provenienti da tutta la Valdelsa e da altri paesi di tutto il Mondo. Le attività parrocchiali sono state condotte dal sacerdote di Gracciano dell'Elsa e il nuovo stabilimento è divenuto uno dei più grandi edifici parrocchiali della Valdelsa.

## Galleria d'immagini

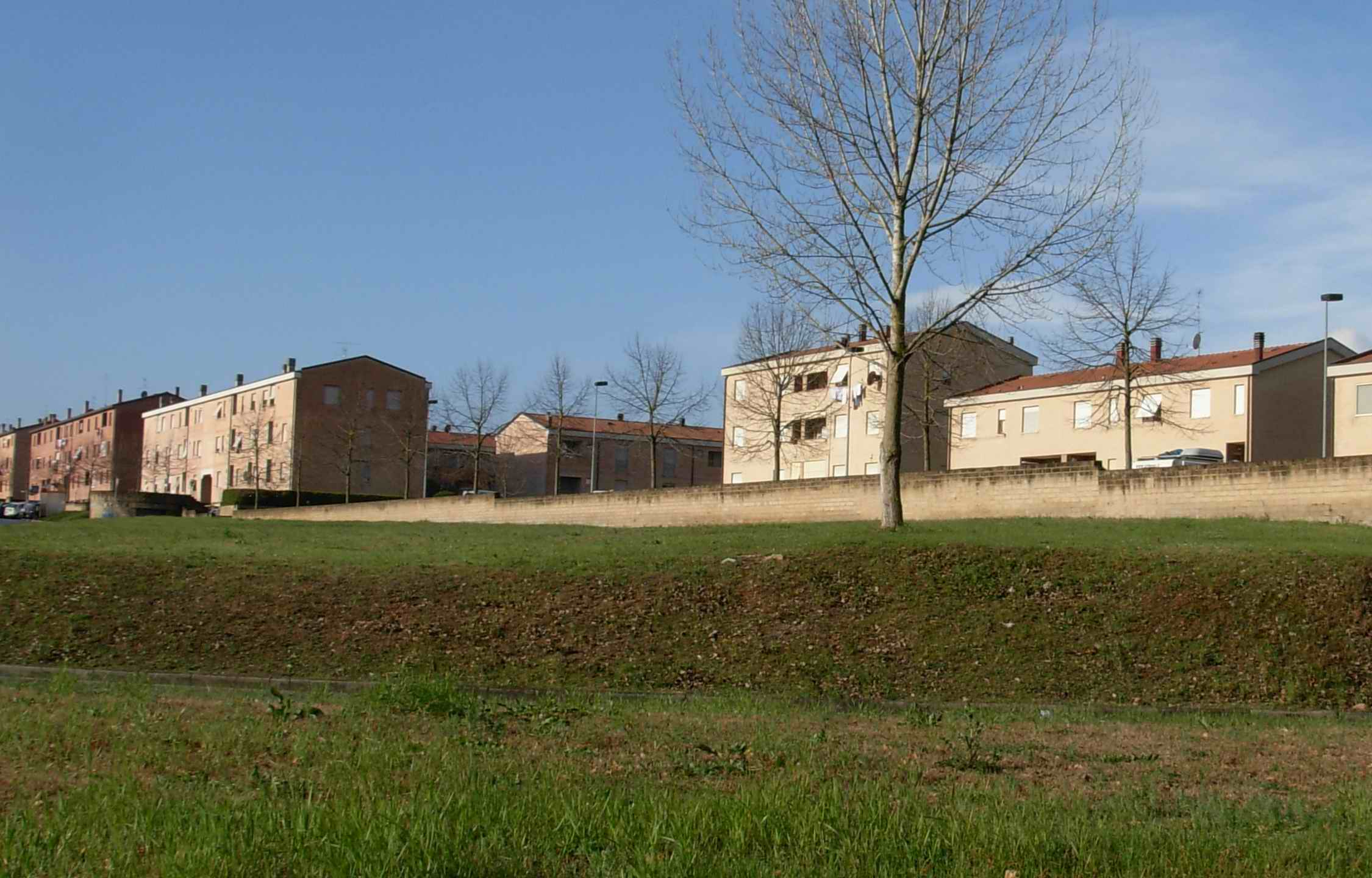
Via Firenze
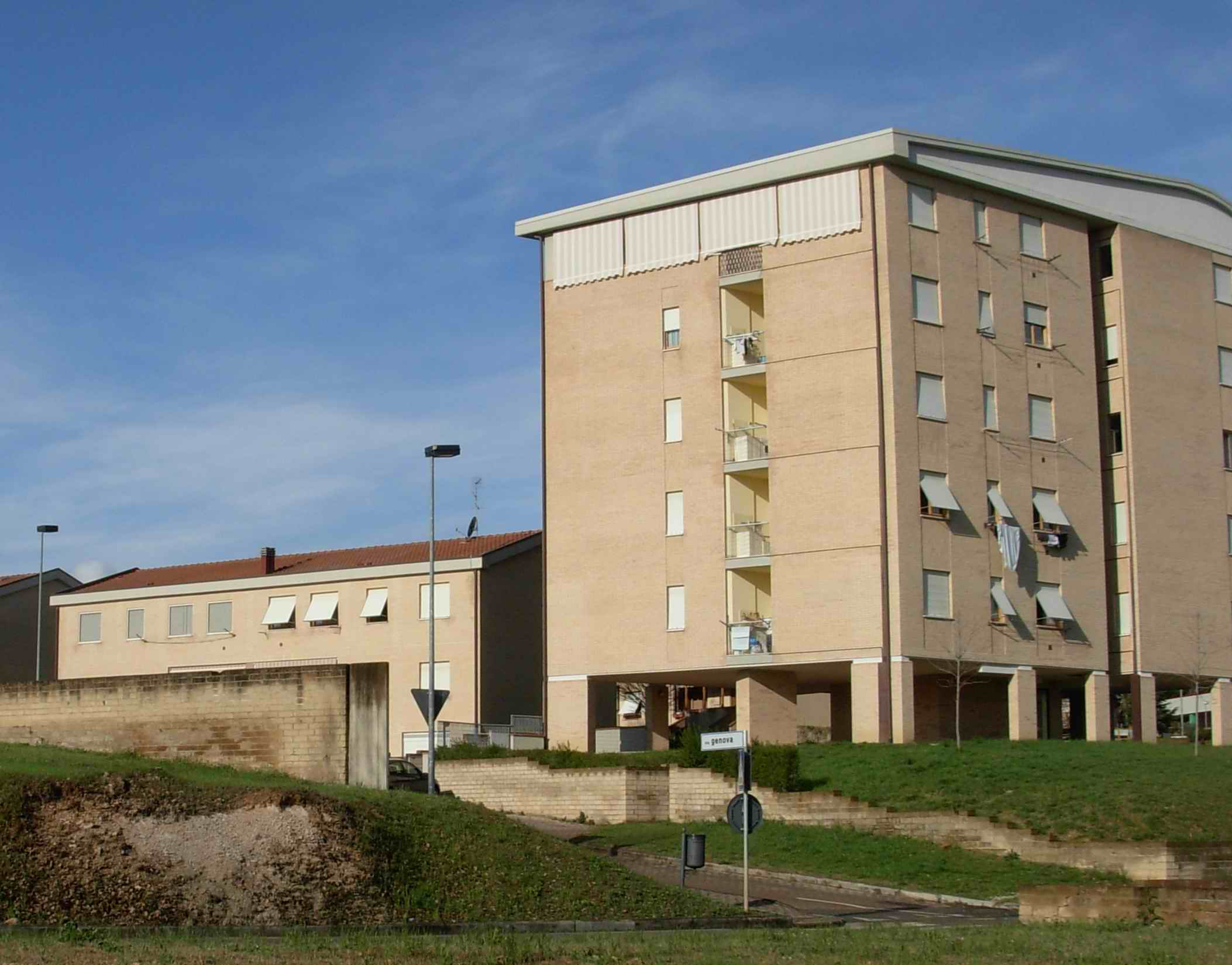
Via Genova